# Pristomyrmex mandibularis
Pristomyrmex mandibularis är en myrart som beskrevs av Mann 1921. Pristomyrmex mandibularis ingår i släktet Pristomyrmex och familjen myror. Inga underarter finns listade i Catalogue of Life.

## Bildgalleri

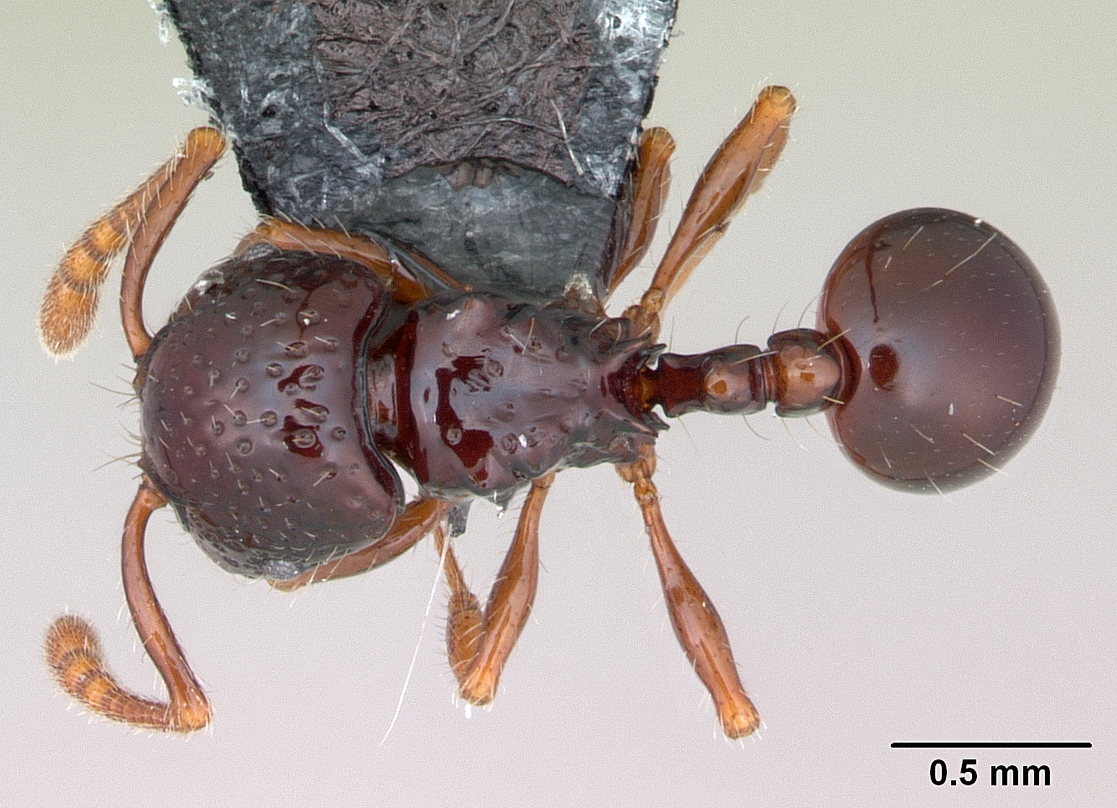
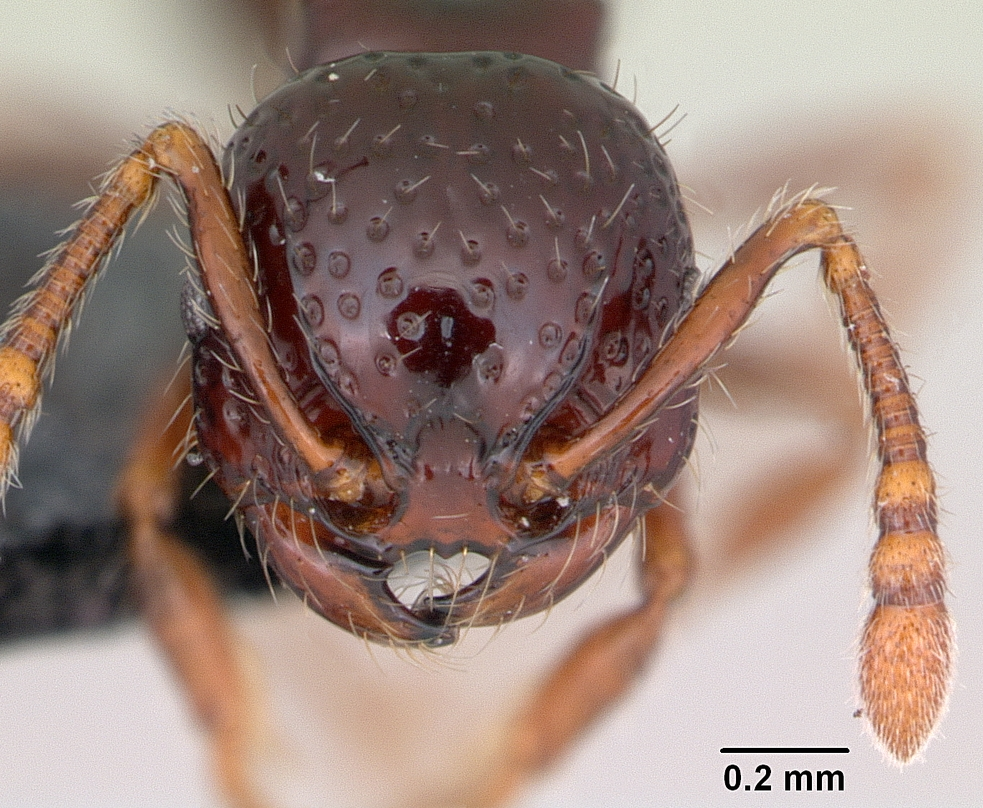
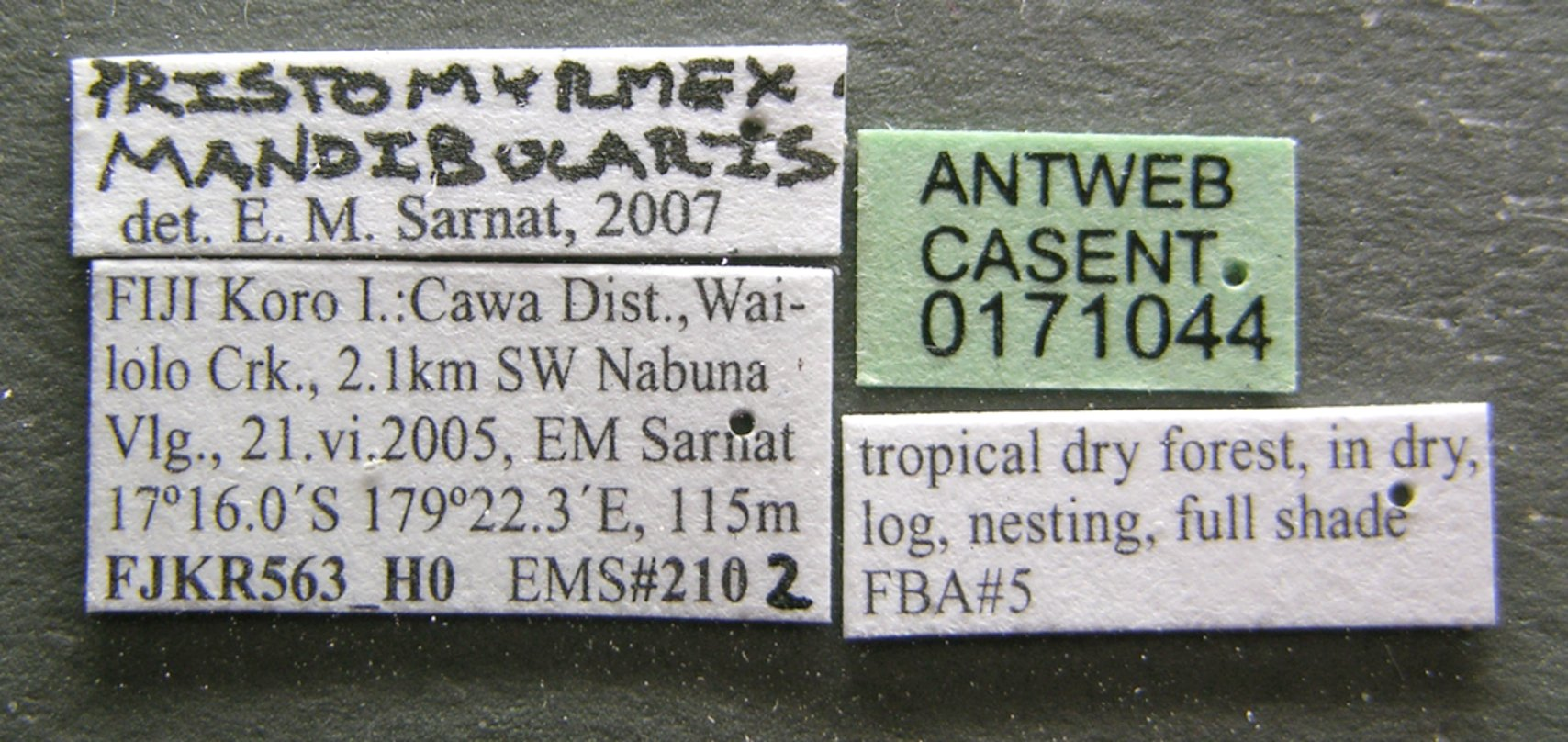
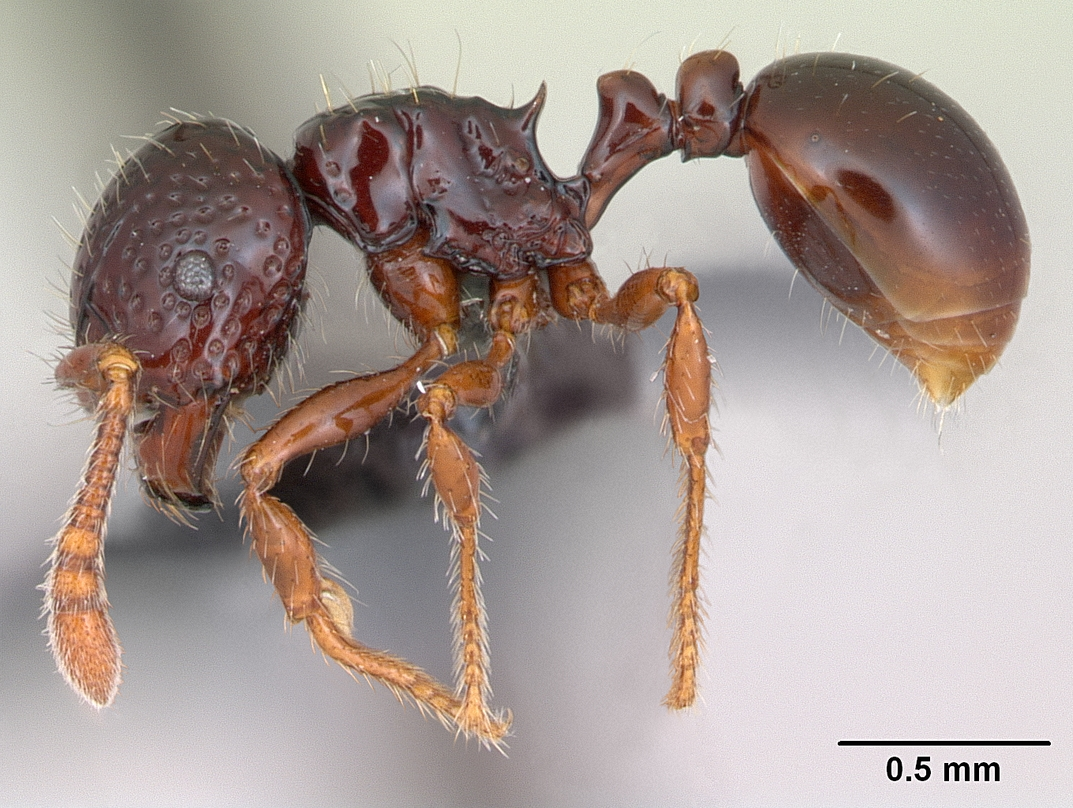
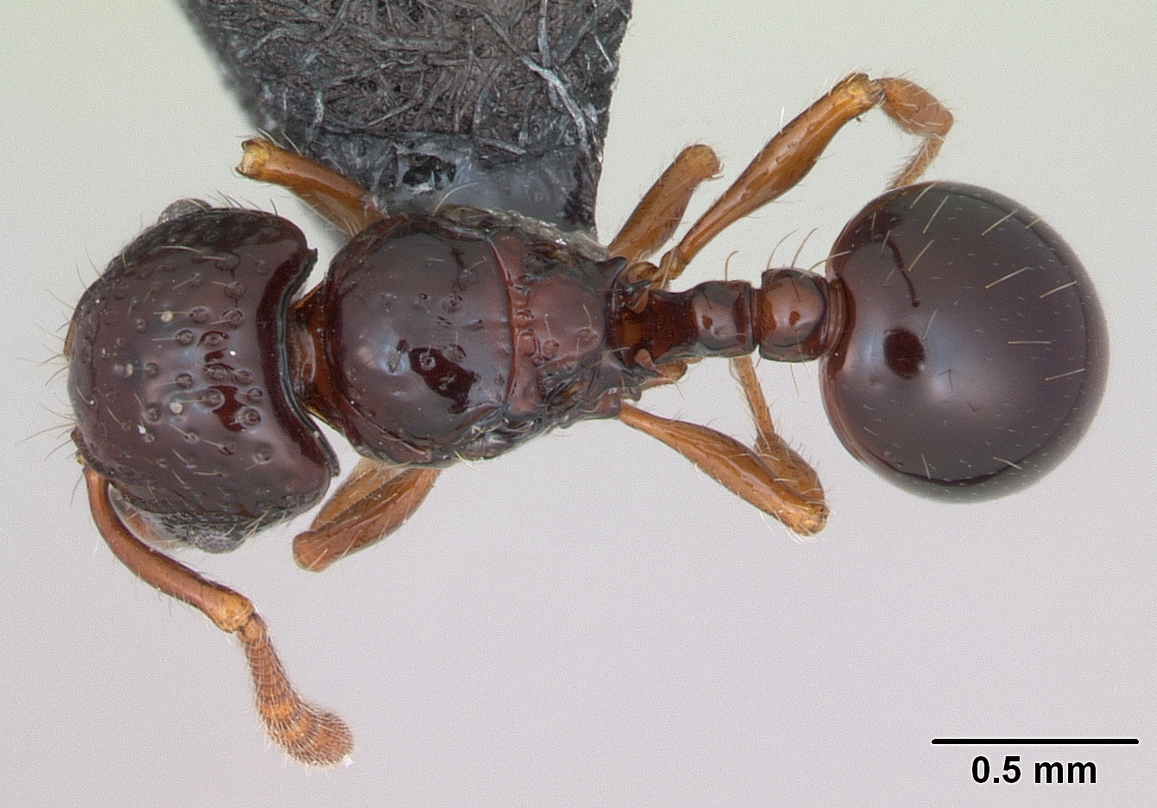
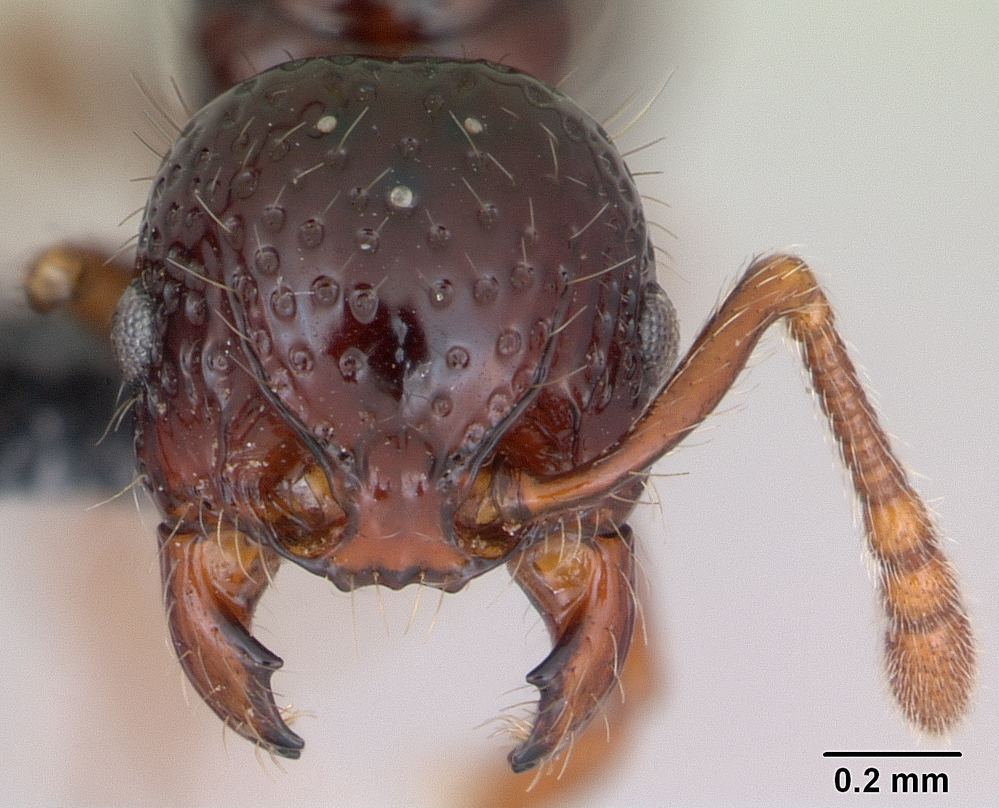